# Masquerade (film 2012)
Masquerade (광해: 왕이 된 남자?, Gwanghae: Wang-i doen namjaMR) è un film sudcoreano del 2012, diretto da Choo Chang-min.
In Italia è andato in onda il 26 agosto 2014 su Rai Movie.

## Trama
Il confuso e cospiratore quindicesimo sovrano della dinastia Joseon della Corea, il tirannico re Gwang-hae ordina al suo fidato ministro alla difesa e consigliere Ho Kyun di trovargli un sosia per evitare la costante minaccia di assassinio. In una costante paura di essere avvelenato, il re diventa sospettoso e minaccia tutti intorno a lui, comprese le cameriere di cucina.
Heo gyun trova Ha-sun, un umile acrobata e mimo che assomiglia notevolmente al re, e lo assolda per sostituire il re ogni volta che è fuori dal palazzo. In pochi giorni, proprio come si temeva, re Gwang-hae viene drogato dalla sua consorte preferita, in cospirazione con il ministro della giustizia. Ho Kyun propone ad Ha-sun di ricoprire il ruolo di re fino a quando il re Gwang-hae non si riprende completamente e si prende cura di Ha-sun per sembrare e comportarsi come il re.
Pur assumendo il ruolo del re alla sua prima apparizione ufficiale, Ha-sun inizia a riflettere sulla complessità dei problemi discussi alla sua corte. Essendo fondamentalmente più umano del re Gwang-hae, l'affetto e l'apprezzamento di Ha-sun anche per i servi cambia lentamente il morale del palazzo in meglio. Col tempo governa il paese con intuizioni e giudizi equi. Perfino Ho Kyun e l'Eunuco Capo sono commossi dalla genuina preoccupazione di Ha-sun per il popolo e si rendono conto che è un sovrano infinitamente migliore di Gwang-hae.
Ha-sun si batte anche per il rispetto della sicurezza della regina e protegge lei e suo fratello dalle condanne a morte. Tuttavia, il suo principale oppositore, Park Chung-seo, nota l'improvviso cambiamento nel comportamento del re e inizia a fare domande. La regina è anche in conflitto tra il vero re e il segreto del falso re. Il capo eunuco e il ministro alla difesa chiederanno ad Ha-sun di lasciare definitivamente il Paese e riporteranno il vero re nuovamente al trono.

## Distribuzione
Il film è stato distribuito in Italia a partire dal 20 Gennaio 2015, senza passare per le sale cinematografiche, direttamente in home video per conto della CG Entertainment, in collaborazione con la Tucker Film e il Far East Film Festival.

## Riconoscimenti
- 2012 - Asia-Pacific Film Festival
  - Nomination Miglior film a Choo Chang-min
  - Nomination Miglior attore a Lee Byung-hun
  - Nomination Miglior direzione artistica a Oh Heung-seok
- 2012 - Blue Dragon Awards
  - Miglior direzione artistica a Oh Heung-seok
  - Nomination Miglior film a Choo Chang-min
  - Nomination Miglior attore a Lee Byung-hun
  - Nomination Miglior sceneggiatura a Hwang Jo-Yun
  - Nomination Miglior regia a Choo Chang-min
  - Nomination Miglior fotografia a Lee Tae-Yoon
  - Nomination Miglior attore non protagonista a Jang Gwang
  - Nomination Miglior colonna sonora a Mowg, Kim Jun-seong
  - Nomination Miglior montaggio a Nam Na-Young
  - Nomination Miglior costumista a Gweon Yu-Jin, Im Seung-hee
- 2012 - Busan Film Critics Association (BCFA)
  - Miglior attore a Lee Byung-hun
- 2012 - Korean Association Of Film Critics Awards
  - Miglior direzione artistica a Oh Heung-seok
- 2012 - Grand Bell Awards
  - Miglior film a Choo Chang-min
  - Miglior direzione artistica a Oh Heung-seok
  - Miglior regia a Choo Chang-min
  - Miglior attore a Lee Byung-hun
  - Miglior sceneggiatura a Hwang Jo-Yun
  - Miglior fotografia a Lee Tae-Yoon
  - Miglior attore non protagonista a Jang Gwang
  - Miglior colonna sonora a Mowg, Kim Jun-seong
  - Miglior montaggio a Nam Na-Young
  - Miglior costumista a Gweon Yu-Jin, Im Seung-hee
  - Miglior attore non protagonista a Ryu Seung-ryong
  - Migliori effetti visivi/speciali a Cheong Jai-hoon
- 2013 - Asia Pacific Screen Awards
  - Miglior performance attoriale a Lee Byung-hun
- 2013 - Huading Film Awards
  - Miglior attore internazionale a Lee Byung-hun
- 2013 - Buil Film Awards
  - Miglior regia a Choo Chang-min
  - Miglior attore non protagonista a Ryu Seung-ryong
- 2013 - Baek Sang Art Awards
  - Miglior film a Choo Chang-min
  - Miglior regia a Choo Chang-min
  - Nomination Miglior attore a Lee Byung-hun
  - Nomination Miglior attrice più popolare dell'anno a Han Hyo-joo
  - Nomination Miglior attore più popolare dell'anno a Lee Byung-hun